# Consell Nacional de Catalunya
El Consell Nacional de Catalunya fou una entitat política catalana creada a França el 1939 pel president de la Generalitat de Catalunya, Lluís Companys i Jover, després que dissolgués el govern català i designés cinc consellers a títol personal: Pompeu Fabra, Santiago Pi i Sunyer, Josep Pous i Pagès, Antoni Rovira i Virgili i Jaume Serra i Húnter.
Després de l'afusellament de Companys el 1940, un grup d'exiliats catalans Londres impulsats pel doctor Trueta, decidiren de continuar la seva tasca mantenint-ne el nom, donat que l'ocupació nazi a França n'havia dispersat els consellers i la detenció i entrega a Espanya de Companys per la Gestapo en feia un lloc poc segur. Els càrrecs del nou CNC foren:
- President: Carles Pi i Sunyer
- Secretari: Josep Maria Batista i Roca
- Vocals: Josep Trueta i Raspall, Ramon Perera i Fermí Vergés.

Durant uns anys va mantenir contactes amb els resistents de l'interior gràcies al Front Nacional de Catalunya, i pretenia omplir el buit deixat a la mort del president Companys i la dispersió dels membres del govern català aplegant tots els resistents catalans independentment d'ideologia i partit. També va col·laborar amb els Aliats amb l'esperança que un cop acabada la guerra donessin suport la causa republicana contra el franquisme.
El 1944 el Consell amplià el seu nombre per tal d'acollir representants dels catalans d'Amèrica i va constituir una delegació a Amèrica, formada per:
- President: Josep Carner i Ribalta
- Vicepresident: Manuel Serra i Moret
- Vocals: Salvador Armendares i Torrent, Baltasar Samper, Ferran Zulueta i Giberga, Hipòlit Nadal i Mallol, Joan de Garganta, Antoni Trias i Pujol, Santiago Pi i Sunyer, Josep Conangla i Fontanilles, Josep Carner i Ribalta i Francesc Paniello i Grau.

Al mateix temps, la delegació americana va nomenar un secretariat tècnic, format per Miquel Ferrer Sanxis, Joan Loperena i Romà i Jaume Miravitlles i Navarra. El Consell va fer una declaració política el 24 d'agost de 1944 propugnant la federació dels Països Catalans dins una confederació ibèrica.
Però un cop alliberada França el 1945, Josep Irla i Bosch, oficialment president del parlament de Catalunya, es va fer càrrec de la Presidència de la Generalitat de Catalunya a l'exili, tal com establia el reglament intern del Parlament. Irla va voler reorganitzar el Consell com a organisme unitari, però topà amb l'oposició d'una bona part de l'Esquerra Republicana de Catalunya. Per aquest motiu Carles Pi i Sunyer dissolgué el Consell tot i la protesta pública de Josep Trueta i de diverses comunitats catalanes d'Amèrica, partidaris de mantenir-lo. El Consell Nacional Català del 1953 en pretenia recuperar l'esperit des d'una òptica independentista.